# Джин О'Лірі
Джин О'Лірі (4 березня 1948 — 4 червня 2005) — американська активістка за права лесбійок та геїв. Засновниця Лесбійського феміністичного визволення, однієї з перших груп лесбійських активісток у жіночому русі. Перша членкиня та співдиректорка Національної групи з питань геїв та лесбійок. Співзасновниця Національного дня камінг-ауту.
До того, як стати лесбійською правозахисницею, була римо-католицькою релігійною сестрою. Пізніше опише свій досвід в антології «Лесбійки-монахині: Порушення мовчання» 1985 року.

## Життєпис
О'Лірі народилась в Кінгстоні, штат Нью-Йорк, виросла у Клівленді, Огайо. У 1966 році, щойно закінчивши середню школу, вступила до послушниць сестер смирення Марії з Вілли Марії, штат Пенсільванія, щоб «мати вплив на світ». У 1971 році, закінчивши Клівлендський державний університет за спеціальністю психологія, покинула монастир до закінчення періоду навчання.
Мала з партнеркою Лізою Фелпс дочку (Вікторія) та сина (Девід де Марія).
О'Лірі померла 4 червня 2005 року в Сан-Клементе, штат Каліфорнія, від раку легенів у віці 57 років.

## Активізм
У 1971 році О'Лірі переїхала до Нью-Йорка у докторантуру з розвитку організації в Університеті Єшиви. Як лесбійка в цей період, вона залучилася до новонародженого ЛГБТ-руху, приєднавшись до Альянсу гей-активістів (GAA) у Брукліні, а згодом лобіюючи державних політиків. У 1972 році, відчуваючи, що в русі надто домінують чоловіки, вона залишила GAA та заснувала Лесбійське феміністичне визволення, одну з перших лесбофеміністських груп. Через два роки вона приєдналася як співвиконавча директорка до Національної робочої групи з питань геїв, домовившись про гендерний паритет у керівництві з директором Брюсом Феллером.
У 1977 році О'Лірі організувала першу зустріч активістів та активісток за захист прав геїв у Білому домі за домовленістю із співробітником Білого дому Мідж Костанца. Вона була першою відкритою гомосексуальною людиною, яку Джиммі Картер призначив до президентської комісії — Національної комісії з питань дотримання Міжнародного жіночого року. У цій ролі вона вела переговори про те, щоб права геїв та лесбійок були включені в дискусію на конференції, присвяченій року в Х'юстоні, штат Техас.
У листопаді 1977 року О'Лірі була спікеркою Національної жіночої конференції 1977 року. Серед інших спікерок були Розалін Картер, Бетті Форд, Леді Бьорд Джонсон, Белла Абзуг, Барбара Джордан, Одрі Колом, Клер Рендалл, Джеріді Уілер, Сесілія Бурсіага, Глорія Стейнем, Ленор Херші.
О'Лірі була серед трьох відкритих делегатів-геїв на з'їзді Демократичної партії США в 1976 році. Вона також працювала в Демократичному національному комітеті протягом 12 років, 8 з них — у виконавчому комітеті.
На початку 1980-х О'Лірі зосередилась на створенні Національних адвокатів прав геїв, на той час однієї з найбільших національних груп з права геїв і лесбійок. Це було одне з перших об'єднань, що відповіли на наслідки епідемії ВІЛ/СНІДу для законних та громадянських свобод, використовуючи агресивні судові процеси для забезпечення доступу хворих на СНІД до лікування.
Вона була співзасновницею Національного дня камінг-ауту з Робом Айхбергом у 1988 році.

### Радикальний лесбійський фемінізм та антитранс-погляди
У своїй промові на Дні визволення Крістофера на вулиці 1973 року О'Лірі зачитала заяву від імені 100 жінок: «Ми підтримуємо право кожної людини одягатися так, як він чи вона бажає. Але ми проти експлуатації жінок чоловіками задля розваги чи заради вигоди». У відповідь Сільвія Рівера та Лі Брюстер, самоідентифіковані дрег-квін, вискочили на сцену і відповіли: «Ви ходите в бари через те, що дрег-королеви зробили для вас, і ці суки кажуть нам: кидай бути собою!».
На початку 1970-х О'Лірі та інші активісти за визволення геїв не активно включали транссексуалів та трансвеститів до запровадження законодавства про права геїв, значною мірою через переконання, що це ускладнить прийняття основного законодавства на той час. Пізніше О'Лірі пошкодувала про свою позицію проти транслюдей у 1973 році: «Озираючись назад, я вважаю це настільки незручним, оскільки мої погляди з тих пір сильно змінилися». "Це було жахливо. Як я могла працювати над виключенням трансвеститів і одночасно критикувати феміністок, які докладали максимум зусиль у ті часи, щоб виключити лесбійок?"

## Спадщина
Сезон 2, епізоди 4 та 5 підкасту «Making Gay History» — про неї.
О'Лірі та її боротьба за включення прав лесбійок та геїв у Національну жіночу конференцію 1977 року зображена канадською акторкою Анною Дуглас у міні-серіалі FX « Місіс Америка».